# Naya Bienstock

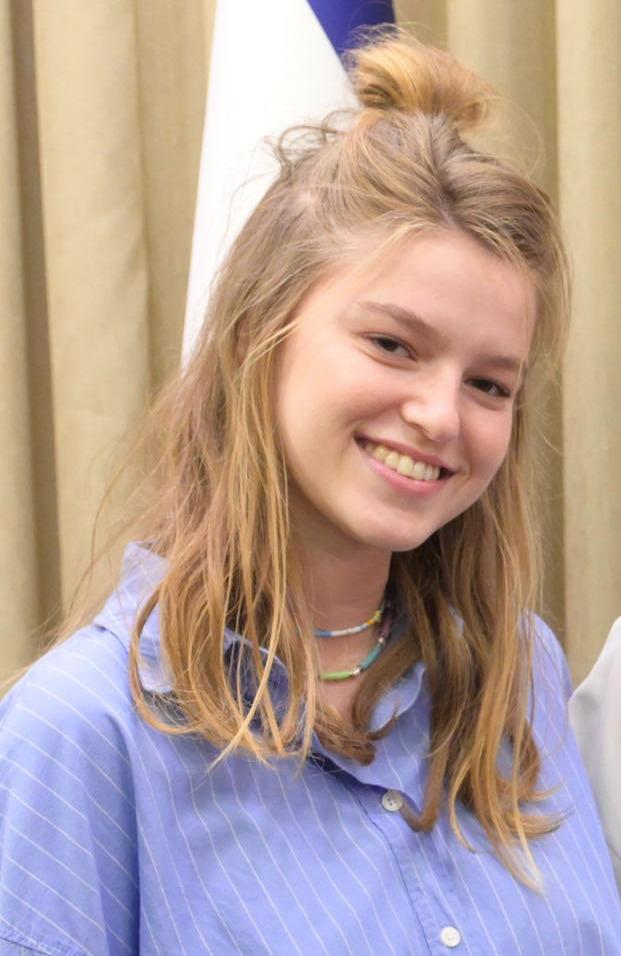
Naya Bienstock, 2022

Naya Bienstock (hebräisch נאיה בינשטוק; * 21. Januar 2001 in Ramat haScharon, Israel) ist eine israelische Schauspielerin.

## Leben und Karriere
Binstock wuchs in Ramat haScharon auf. Sie besuchte die Rothberg High School. Nach ihrem Abschluss studierte sie an der Schauspielschule Nissan Netiv. 2020 machte sie ihren Wehrdienst bei der IDF.
Ihr Debüt gab sie 2019 in dem Film Full Gas. Anschließend bekam Bienstock 2020 in der Serie Rising eine Hauptrolle. 2021 wurde sie für die Serie Mekif Milano gecastet. Außerdem spielte sie 2022 in dem Film Ole LaRosh mit. Im selben Jahr trat sie in Golda & Meir auf. 2023 setzte sie ihre Karriere in 4:20 fort.
Zwischen 2021 und 2023 war Bienstock mit dem Schauspieler Ran Moshiov liiert.

## Filmografie
Filme
- 2019: Full Gas
- 2022: Ole LaRosh

Serien
- 2020–2022: Rising
- 2021: Mekif Milano
- 2022: Fire Dance
- 2022: Golda & Meir
- 2023: 4:20
- 2024: Black Space
- 2025: The German